# Jewgeni Jewgenjewitsch Podkletnow
Jewgeni Jewgenjewitsch Podkletnow (russisch Евгений Евгеньевич Подклетнов, wiss. Transliteration Evgenij Evgen'evič Podkletnov, international auch als Eugene Podkletnov bekannt) (* 1955) ist ein russischer Chemiker und Materialwissenschaftler. Zurzeit ist er am Moscow Chemical Scientific Research Centre tätig.

## Antigravitation
Podkletnow behauptet, im September 1992 in Finnland bei Experimenten mit rotierenden Hochtemperatursupraleitern an der Universität Tampere einen Effekt der Abschirmung des Gravitationsfelds beobachtet zu haben (Antigravitation). Ein Gegenstand oberhalb des Supraleiters habe eine geringere Gewichtskraft als normal erfahren. Sein Experiment konnte bisher von unabhängiger Stelle und auch von Forschern in Zusammenarbeit mit Podkletnow nicht reproduziert werden. Er selbst behauptet allerdings, seine Experimente seien bestätigt, jedoch wolle er die beteiligten Forscher vor der Kritik der Fachwelt schützen. Seine Aussagen sind deshalb höchst umstritten.